# José Luis Mata
José Luis Mata Santacruz (ur. 12 lutego 1966 w Guadalajarze) – meksykański piłkarz występujący na pozycji napastnika, obecnie trener.

## Kariera klubowa
Mata pochodzi z miasta Guadalajara i jest wychowankiem akademii juniorskiej tamtejszego zespołu Club Atlas. Jeszcze zanim został włączony do pierwszej drużyny, udał się na roczne wypożyczenie do drugoligowej ekipy Deportivo Tepic. Po powrocie do macierzystego klubu zadebiutował w meksykańskiej Primera División za kadencji chilijskiego szkoleniowca Carlosa Reinoso, 17 października 1987 w przegranym 2:5 spotkaniu z Monterrey. Premierowego gola w najwyższej klasie rozgrywkowej strzelił natomiast 29 stycznia 1989 w przegranej 2:3 konfrontacji z Morelią. Barwy Atlasu reprezentował ogółem przez sześć lat, jednak pełnił niemal wyłącznie rolę rezerwowego, podstawowym zawodnikiem drużyny będąc wyłącznie w sezonie 1989/1990. W połowie 1993 roku został piłkarzem drugoligowego CF Pachuca, gdzie w sezonie 1994/1995 zajął drugie miejsce w rozgrywkach Primera División A. Trapiony kontuzjami, zdecydował się zakończyć piłkarską karierę w wieku zaledwie 29 lat.

## Kariera reprezentacyjna
W 1988 roku Mata został powołany przez szkoleniowca Francisco Avilána do reprezentacji Meksyku U-20 na Młodzieżowe Mistrzostwa Ameryki Północnej. Na gwatemalskich boiskach jego kadra wygrała wszystkie siedem spotkań, dzięki czemu zakwalifikowała się na Mistrzostwa Świata U-20 w Arabii Saudyjskiej. Podczas turnieju wyszło jednak na jaw, że przynajmniej czterech graczy (oficjalnie wymieniono tylko nazwiska Maty, Aurelio Rivery, José de la Fuente i Gerardo Jiméneza) przekraczało wiekiem dopuszczalny limit. Wskutek tej afery, nazwanej potocznie "Cachirules", piłkarskie reprezentacje Meksyku we wszystkich kategoriach wiekowych zostały zdyskwalifikowane na dwa lata przez FIFA, przez co seniorskiej kadry nie dopuszczono do udziału w Igrzysk Olimpijskich w Seulu oraz Mistrzostw Świata 1990.

## Kariera trenerska
Po zakończeniu kariery piłkarskiej Mata powrócił do swojego macierzystego Club Atlas, gdzie początkowo pracował w roli skauta. W późniejszym czasie wyrobił kurs trenerski i przez następne lata trenował w klubie grupy juniorskie i drużyny młodzieżowe. W latach 2006–2007 był asystentem Jorge Humberto Torresa w drugoligowej filii Atlasu – Académicos de Guadalajara, a potem przez krótki czas trenował trzecioligowe rezerwy zespołu. We wrześniu 2007 został szkoleniowcem drugoligowego klubu Querétaro FC, który prowadził bez większych sukcesów aż do marca 2008, kiedy to odszedł z drużyny z powodu niezadowalających wyników. Jesienią 2008 pełnił funkcję trenera trzecioligowej ekipy Cuervos Negros de Zapotlanejo, po czym powrócił do Atlasu, obejmując ekipę w kategorii wiekowej siedemnastolatków. Z początkiem 2010 roku został asystentem argentyńskiego szkoleniowca Carlosa Ischii w seniorskiej drużynie Atlasu.
W sierpniu 2010 Mata został mianowany nowym trenerem Club Atlas w miejsce osiągającego słabe wyniki Ischii. Pod jego wodzą ekipa przerwała serię dziewięciu meczów z rzędu bez zwycięstwa, a ogółem zespół poprowadził ze średnim skutkiem w siedmiu spotkaniach, po czym został zastąpiony przez Benjamína Galindo. W latach 2011–2012 ponownie pracował w Querétaro FC, tym razem grającym już w pierwszej lidze, będąc trenerem zespołu U-20. Ponadto pełnił również rolę asystenta José Cardozo w ekipie seniorów tego klubu. W późniejszym czasie po raz kolejny wrócił do Atlasu, zostając asystentem szkoleniowca Omara Asada, a w październiku 2013, po jego odejściu, po raz drugi został pierwszym szkoleniowcem zespołu. Pod jego wodzą zawodnicy Atlasu przerwali serię osiemnastu ligowych spotkań z rzędu bez zwycięstwa, a także dotarli do finału krajowego pucharu – Copa MX, przegrywając w nim ostatecznie z Morelią po rzutach karnych. Po upływie dwóch miesięcy został zastąpiony na stanowisku przez Tomása Boya.